# Blepharis ilicifolia
Blepharis ilicifolia är en akantusväxtart som beskrevs av Diana Margaret Napper. Blepharis ilicifolia ingår i släktet Blepharis och familjen akantusväxter. Inga underarter finns listade i Catalogue of Life.